# Долгое (озеро, Олонецкий район)
Долгое — озеро на территории Михайловского сельского поселения Олонецкого района Республики Карелия.

## Общие сведения
Площадь озера — 7 км², площадь водосборного бассейна — 181 км². Располагается на высоте 79,6 метров над уровнем моря.
Форма озера лопастная, продолговатая: вытянуто с северо-запада на юго-восток. Берега каменисто-песчаные, местами заболоченные.
С западной стороны в озеро втекают воды из озера Карниж. С юго-восточной стороны вытекает протока Кирьга, втекающая в озёра Лоянское и Ташкенское, и далее — через реку Усланку — воды попадают в реку Свирь.
Ближе к северной оконечности озера расположены четыре небольшие острова без названия.
У южной оконечности озера располагается село Михайловское, через которое проходит дорога местного значения 86К-207 («Усланка — Мегрега — Обжа»).
Код объекта в государственном водном реестре — 01040100711102000015310.